# John Christian Watson
John Christian Watson, nascido John Christian Tanck (Valparaíso, Chile, 9 de abril de 1867 - Sydney, Austrália, 18 de novembro de 1941) sindicalista e político, foi primeiro-ministro da Austrália entre 27 de abril e 18 de agosto de 1904. Foi o primeiro trabalhista a tornar-se primeiro-ministro não somente na Austrália, mas no mundo.

## Vida
Watson nasceu em Valparaíso, filho de um marinheiro chileno alemão. Ele cresceu na Ilha Sul da Nova Zelândia, tendo o sobrenome de seu padrasto quando sua mãe irlandesa se casou novamente. Deixou a escola ainda jovem, trabalhando na indústria gráfica como compositor. Watson mudou-se para Sydney em 1886 e tornou-se proeminente no movimento trabalhista local. Ele ajudou a estabelecer a Liga Eleitoral Trabalhista de Nova Gales do Sul e dirigiu a campanha do partido nas eleições gerais de 1891. Watson foi eleito para a Assembleia Legislativa de Nova Gales do Sul na eleição de 1894, com 27 anos, e rapidamente se tornou uma figura de destaque no Partido Trabalhista Australiano (ALP). Ele e a maioria dos membros do partido se opuseram à Federação alegando que a constituição proposta era antidemocrática.
Em 1901, Watson foi eleito para a Câmara dos Representantes na eleição federal inaugural. Tornou-se membro fundador da bancada do ALP no parlamento federal e foi eleito líder inaugural do partido. Durante o primeiro mandato do parlamento, ele apoiou os governos protecionistas liberais de Edmund Barton e Alfred Deakin, e foi um forte defensor da política da Austrália Branca. Na eleição de 1903, o ALP garantiu o equilíbrio de poder na Câmara e uma posição forte no Senado. Watson formou um governo minoritário em abril de 1904, aos 37 anos, depois que o ALP retirou seu apoio de Deakin. Ele foi um dos primeiros socialistas a liderar um governo em um sistema parlamentarista, atraindo a atenção internacional, e continua sendo o primeiro-ministro mais jovem da Austrália.
Após menos de quatro meses no cargo, o governo Watson perdeu uma moção de confiança e Watson foi sucedido como primeiro-ministro pelo antissocialista George Reid. Ele serviu como líder da oposição até 1905, quando ajudou a reinstalar Deakin como primeiro-ministro. O ALP continuou a oferecer seu apoio a Deakin após a eleição de 1906, apesar da oposição de alguns no partido. Watson renunciou à liderança do partido em 1907, citando preocupações familiares, e deixou o parlamento na eleição de 1910. Ele foi expulso do ALP durante a divisão de 1916 sobre o recrutamento e se tornou um nacionalista, embora nunca mais tenha se candidatado a um cargo público. Posteriormente, ele teve uma carreira empresarial de sucesso, inclusive como presidente do NRMA e presidente da Ampol.

Embora Watson não tenha conseguido aprovar legislação enquanto estava no cargo, seu mandato como primeiro-ministro é visto como significativo como uma demonstração de que o ALP poderia formar um governo competente. Seu sucessor como líder do partido, Andrew Fisher, levaria o ALPa um governo majoritário na eleição de 1910, na qual muitos dos ministros de Watson desempenharam um papel fundamental.